# Gouden Penseel
Het Gouden Penseel is een literatuurprijs die sinds 1973 jaarlijks wordt toegekend aan het mooist geïllustreerde kinderboek van het afgelopen jaar. De prijs wordt uitgereikt door de Stichting CPNB. 
Het Gouden Penseel kan alleen worden uitgereikt aan een kinderboek dat in Nederland is uitgegeven. In 2011 werd voor het eerst het werk van een buitenlandse illustrator bekroond met het Gouden Penseel, namelijk van Blexbolex (Bernard Granger) uit Frankrijk.
Daarnaast kan de jury sinds 1981 nog twee boeken bekronen met het Zilveren Penseel, waarvoor ook buitenlandse kunstenaars in aanmerking komen, mits het werk waarvoor zij bekroond worden in het Nederlands is gepubliceerd. Ook wordt het Gulden Palet uitgereikt aan een jong talent. 

## Gelauwerden
Een aantal auteurs mochten de Gouden Penseel meerdere keren in ontvangst nemen. Max Velthuijs werd viermaal bekroond (1977, 1986, 1993, 1997), driemaal vielen in de prijzen Annemarie van Haeringen (1999, 2000, 2005), Margriet Heymans (1973, 1988, 1998), Jan Jutte (1994, 2001, 2004) en Thé Tjong-Khing (1987, 1985, 2003). Tweemaal werden Joke van Leeuwen (1980 en 2007), Yvonne Jagtenberg (2019, 2020), Wim Hofman (1974, 1980) bekroond. Een aantal boeken werden met een Gouden Penseel én Griffel bekroond: Het Raadsel van alles wat leeft en de stinksokken van Jos Grootjes uit Driel (2014), Kleine Sofie en Lange Wapper (1985) en Wiele wiele stap (1980). 

### Gouden Penseel
- 2024 - Jeska Verstegen voor Het touw en de waarheid, geschreven door Marco Kunst

- 2023 - Djenné Fila voor Een kleine geschiedenis van de mens door dierenogen | Over heilige koeien, ruimteapen en de roep van de kakapo, geschreven door Joukje Akveld (Lannoo)
- 2022 - Raoul Deleo, voor Terra Ultima, geschreven door Noah J. Stern
- 2021 - Ludwig Volbeda, voor Hele verhalen voor een halve soldaat, geschreven door Benny Lindenlauf
- 2020 - Yvonne Jagtenberg, voor Hup Herman!
- 2019 - Yvonne Jagtenberg, voor Mijn wonderlijke oom
- 2018 - Ludwig Volbeda & Floortje Zwigtman, voor Fabeldieren[1]
- 2017 - Martijn van der Linden, voor Tangramkat
- 2016 - Harriët van Reek, voor Lettersoep
- 2015 - Alice Hoogstad, voor Monsterboek
- 2014 - Floor Rieder, voor Het Raadsel van alles wat leeft en de stinksokken van Jos Grootjes uit Driel , geschreven door Jan Paul Schutten
- 2013 - Sylvia Weve, voor Aan de kant, ik ben je oma niet!, geschreven door Bette Westera
- 2012 - Sieb Posthuma, voor Een vijver vol inkt met gedichten, geschreven door Annie M.G. Schmidt
- 2011 - Blexbolex, voor Seizoenen
- 2010 - Marije Tolman & Ronald Tolman, voor De Boomhut
- 2009 - Sieb Posthuma, voor Boven in een groene linde zat een moddervette haan
- 2008 - Charlotte Dematons, voor Sinterklaas
- 2007 - Joke van Leeuwen, voor Heb je mijn zusje gezien?
- 2006 - Marit Törnqvist, voor Pikkuhenki
- 2005 - Annemarie van Haeringen, voor Beer is op Vlinder
- 2004 - Jan Jutte, voor Een muts voor de maan
- 2003 - Thé Tjong-Khing, voor Het woordenboek van vos en haas, geschreven door Sylvia Vanden Heede
- 2002 - Willemien Min, voor Ik schilder je in woorden, geschreven door Hans Hagen
- 2001 - Jan Jutte, voor Tien stoute katjes, geschreven door Mensje van Keulen
- 2000 - Annemarie van Haeringen, voor De prinses met de lange haren
- 1999 - Annemarie van Haeringen, voor Malmok, geschreven door Sjoerd Kuyper
- 1998 - Margriet Heymans, voor De wezen van Woesteland
- 1997 - Max Velthuijs, voor Kikker is Kikker
- 1996 - Geerten Ten Bosch, voor De verjaardag van de eekhoorn, geschreven door Toon Tellegen
- 1995 - Harrie Geelen, voor Het beertje Pippeloentje, geschreven door Annie M.G. Schmidt
- 1994 - Jan Jutte, voor Lui Lei Enzo, geschreven door Rindert Kromhout
- 1993 - Max Velthuijs, voor Kikker in de kou
- 1992 - Friso Henstra, voor Waarom niet?, geschreven door Sylvia Hofsepian
- 1991 - Peter Vos, voor Lieve kinderen hoor mijn lied, geschreven door Rudy Kousbroek
- 1990 - Dick Bruna, voor Boris Beer
- 1989 - Alfons van Heusden, voor Dat Rijmt, geschreven door Ivo de Wijs
- 1988 - Margriet Heymans, voor Annetje Lie in het holst van de nacht, geschreven door Imme Dros
- 1987 - Dieter Schubert, voor Monkie
- 1986 - Max Velthuijs, voor Klein-Mannetje vindt het geluk
- 1985 - Thé Tjong-Khing, voor Kleine Sofie en Lange Wapper, geschreven door Els Pelgrom
- 1984 - Wim Hofman, voor Aap en Beer
- 1983 - niet toegekend
- 1982 - Joost Roelofsz, voor Voor en Achter
- 1981 - Piet Klaasse, voor Sagen en Legenden van de Lage Landen, geschreven door Eelke de Jong

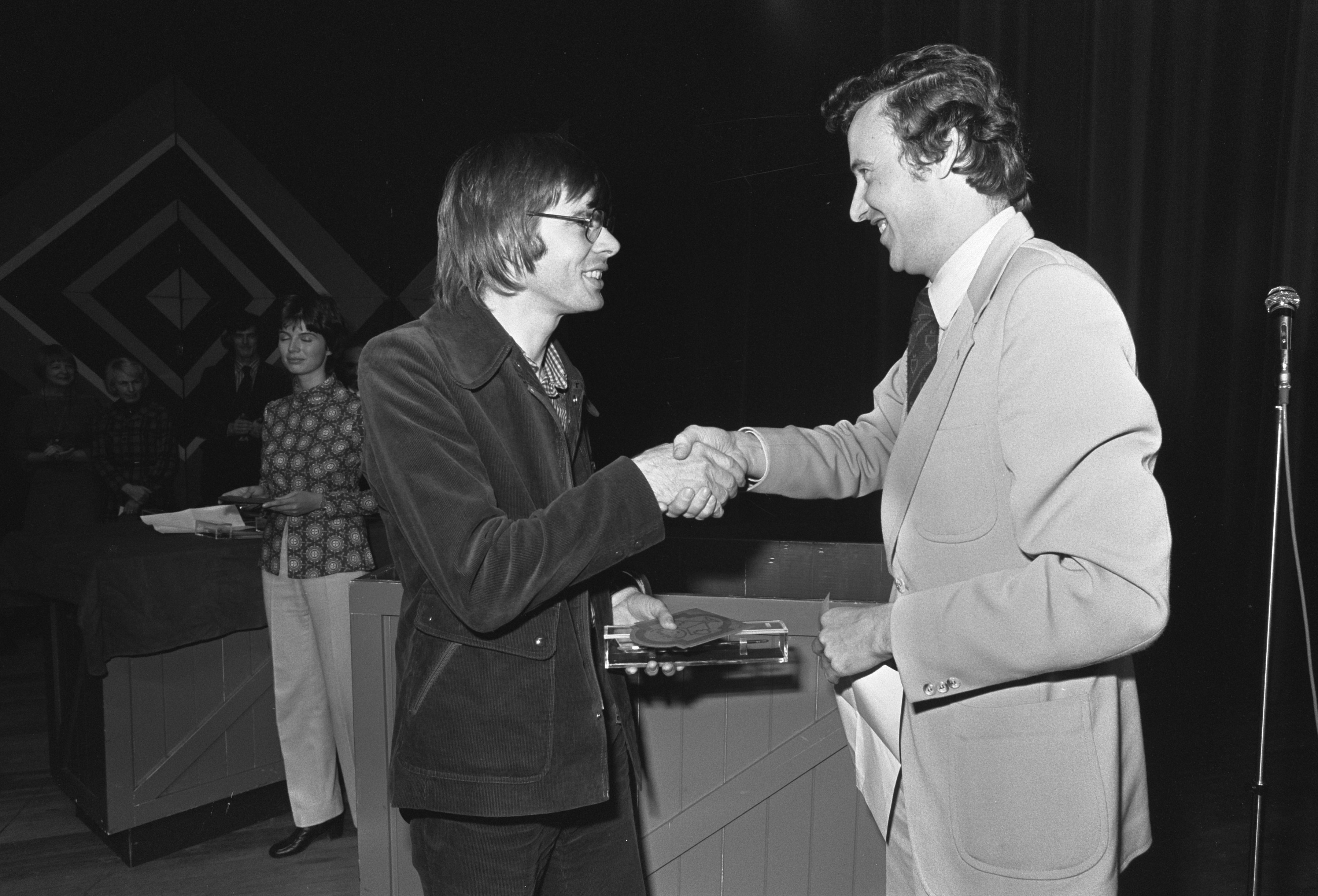
Wim Hofman krijgt Gouden Penseel (1974)

- 1980 - Joke van Leeuwen, voor Een huis met zeven kamers
- 1979 - Tom Eyzenbach, voor Het wonderlijke verhaal van Hendrik Meier, geschreven door Roald Dahl
- 1978 - Jan Marinus Verburg, voor Tom Tippelaar, geschreven door Annie M.G. Schmidt
- 1978 - Thé Tjong-Khing, voor Wiele wiele stap, geschreven door Miep Diekmann
- 1977 - Max Velthuijs, voor Het goedige Monster en de Rovers
- 1976 - Lidia Postma, voor Sprookjes en vertellingen, geschreven door Hans Christian Andersen
- 1975 - Paul Hulshof, voor Iolo komt niet spelen, geschreven door Alet Schouten
- 1974 - Wim Hofman, voor Koning Wikkepokluk de merkwaardige zoekt een rijk
- 1973 - Margriet Heymans, voor Hollidee de Circuspony